# دم‌بادبزنی پشت‌گندمی
دم‌بادبزنی پشت‌گندمی (نام علمی: Rhipidura superflua) نام یک گونه از سرده دم‌بادبزنی است.